# Організація українських жінок у Великій Британії
Організація українських жінок у Великій Британії (Association of Ukrainian Women in Great Britain) — громадська організація, яка об'єднує українок та інших жінок, пов'язаних із українською громадою. Є автономною секцією Союзу українців у Великій Британії. Також входить до Світової Федерації українських жіночих організацій, Світового Конґресу Українців, Європейського Конґресу Українців та Національної ради жінок Великої Британії.

## Історія
Союз українців у Великій Британії (СУБ) почав заходи щодо створення жіночої організації у першій половині 1948 року. До того часу до Великої Британії вже прибуло близько 4 000 українок, переважно в статусі європейських добровільних робітниць. Для проведення підготовчої роботи було створено організаційний комітет із 7 осіб. На засіданні 21—22 серпня 1948 року Президія Ради СУБ затвердила правильник-статус Організації українських жінок у Великій Британії (ОУЖ) і призначила її першу управу в складі членів організаційного комітету. На установчому з'їзді ОУЖ 5—6 березня 1949 року прийнято резолюції щодо дальшого розвитку організації, включно із створенням місцевих гуртків ОУЖ при відділах СУБ, та обрано нову управу.
У 1948 році стала членською організацією Світової Федерації українських жіночих організацій. Протягом 1950-х років увійшла до складу Світового Конгресу Українців та європейського Конгресу Українців.
Кількість відділень ОУЖ поступово збільшувалася і досягла 35 в першій половині 1980-х, а відтак почала зменшуватися. Спочатку до ОУЖ могли належати лише члени СУБ, а 1954 р. до правильника була внесена зміна, згідно з якою членкинею ОУЖ могла стати кожна українська жінка, яка перебуває у Великій Британії. До ОУЖ вступали також деякі неукраїнки, одружені з українцями.
З бігом часу членкинями ставали переважно жінки українського походження з поколінь, народжених у Великій Британії. До організації вступила невелика кількість жінок, які прибули до Великої Британії з України після становлення її незалежності. 1956 року запроваджено сплачення членських внесків для забезпечення власної матеріальної бази ОУЖ (до того часу діяльність ОУЖ фінансувалася головно засобами СУБ). У зв'язку з тим почалася реєстрація членкинь, яких в кінці 1957 року було 468. Активних членкинь у 1974 році було близько 1800 осіб, а в середині 2017 року — близько 450.

## Організація
Керує ОУЖ управа, до складу якої входять усі очільниці відділень, а також аудиторська та арбітражна комісії. Управи обираються на зборах ОУЖ. Спочатку — на 1 рік, згодом на 2 роки. Натепер головою Організації українських жінок у Великій Британії є Марія Фінів.
На 2017 рік існувало 15 відділень — у містах Аштон-на-Лайн, Бредфорд, Волтам Кросс, Вулвергемптон, Ґлостер, Дербі, Ковентрі, Кітлі, Лондон, Лестер, Манчестер, Ноттінгем, Рочдейл, Стокпорт, Тодморден. Кількість активних учасниць дорівнювала 700 особам.

### Голови
- Олена Карпинець-Єнкала (1948—1949) вперше
- Мирослава Дубляниця (1949)
- Наталія Гортинська (1950—1951)
- Іванна Вітошинська (1951—1952)
- Анна Мирошниченко (1952—1953)
- Ганна Сесь (1954—1955)
- Олена Монцібович (1955—1957)
- Ірина Калюжна (1957—1958) вперше
- Ольга Роснецька (1958—1959)
- Ірина Калюжна (1959—1960) вдруге
- Анастасія Остап'юк (1960—1961) вперше
- Олена Карпинець-Єнкала (1961—1962) вдруге
- Анастасія Остап'юк (1962—1973) вдруге
- Олександра Марків (1973—1977)
- Анастасія Остап'юк (1977—1985) втретє
- Богдана Крушельницька (1985—1991)
- Леся Дяківська (1991—2005)
- Марія Фінів (2005-)

## Діяльність
До кінця 1980-х років ОУЖ займалася різними видами культурно-освітньої, інформаційно-політичної та благодійної діяльності. Організувалися уроки та конкурси з вишивання і писанкарства, виставки українського народного мистецтва як в українських громадах так, і серед британського суспільства. Деякі гуртки ОУЖ створювали постійно діючі виставки у приміщеннях відділів СУБ. Організацією було створено недільні українські школи, першою такою була освітня установа у Тодмордені.
1964 року в Лестері відкрито музей українського народного мистецтва Головної Управи ОУЖ, 1971 року переміщений до Манчестера та названий «Музей ім. Алли Горської». При деяких відділеннях ОУЖ до 1980-х років існували жіночі хори, які виступали на громадських заходах.
Головною метою інформаційно-політичної діяльності ОУЖ було звернення уваги британського суспільства на становище українок в СРСР, зокрема політичних ув'язнених та їх сімей. Діяльність у цій сфері особливо розгорнулася 1974 року, коли були започатковані щорічні «Акції 8 березня» з нагоди Міжнародного жіночого дня. Головна Управа організовувала протестні заходи біля радянського посольства в Лондоні, петиції до британського уряду, «Дні молитви» за участю членів британського парламенту та інших визначних осіб.
З 1990 року велика увага присвячується організуванню медичної та іншої матеріальної допомоги різним категоріям осіб в Україні та інших країнах Східної Європи. З цією метою ОУЖ створила «Фонд матері і дитини в Україні». До першої половини 2017 року організація зібрала та передала допомогу вартістю біля 500 000 англійських фунтів стерлінгів, зокрема потерпілим від Чорнобильської катастрофи 1986 року та повені на Закарпатті 1998 року, незаможним українцям у Румунії та Боснії і Герцеговині, талановитим українським студентам, жертвам насильства в Києві в лютому 2014 року під час протестної акції Євромайдану, та військовим Збройних Сил України, які з 2014 року беруть участь у війні на Донбасі.
Відділення ОУЖ також окремо підтримують власні проєкти в Україні, зокрема надання допомоги сиротинцям.
Щорічно відбувається вшанування пам'яті видатних українок, відзначення подій в історії України, організація обслуговування святкових громадських заходів тощо.
Здійснюється опіка над хворими та старшими членами української громади.

## Інформування
У 1956—2005 роках у часописі «Українська Думка» переважно щомісячно була «Жіноча сторінка», яку підготовляла Головна Управа ОУЖ. У 1967 і 1991 роках Організація видала збірки матеріалів з нагоди, відповідно, 15-ліття і 40-ліття від заснування організації.